# Benbow Inn
Pour les articles homonymes, voir Benbow (homonymie).
Le Benbow Inn est un hôtel américain situé à Garberville, en Californie. Ouvert en 1926, cet établissement est inscrit au Registre national des lieux historiques depuis le 15 septembre 1983 et est membre des Historic Hotels of America depuis 2014.